# Tonbridge Rural
Tonbridge Rural var en civil parish från 1894 till 1934 då den blev en del av Capel, Tonbridge, Tunbridge Wells, Pembury och Southborough, i grevskapet Kent, i England. Civil parish var belägen 19 km från Maidstone och hade 1 247 invånare år 1931.